# ميتال غير سوليد: بورتبل أوبس
ميتال غير سوليد: بورتبل أوبس، (بالإنجليزية: Metal Gear Solid: Portable Ops)‏، هي أحد اجزاء السلسلة العالمية ميتال جير، وتعمل اللعبة على منصة بلاي ستيشن بورتبل إخراج ماساهيرو ياماموتو وإنتاج
هيديو كوجيما. صدرت في عام 2006 ونشرت من قبل كونامي في 2006 لل بلاي ستيشن المحمولة.

## القصة
في عام 1970، بعد ست سنوات من أحداث سنيك ايتر.وحدة فوكس، قد كسرت ولائهم مع وكالة المخابرات المركزية .
اعظم قصه في التاريخ

## وصلات خارجية
- ميتال غير سوليد: بورتبل أوبس على موقع IMDb (الإنجليزية)